# Anthology (Garbage)
Anthology è un album di raccolta del gruppo musicale scozzese-statunitense Garbage, pubblicato nel 2022.

## Tracce

### CD 1
1. Vow
2. Subhuman (stand-alone single)
3. Only Happy When It Rains
4. Queer
5. Stupid Girl
6. Milk
7. #1 Crush
8. Push It
9. I Think I'm Paranoid
10. Special
11. When I Grow Up
12. The Trick Is to Keep Breathing
13. You Look So Fine (single edit)
14. The World Is Not Enough
15. Androgyny
16. Cherry Lips (Go Baby Go!)
17. Breaking Up the Girl
18. Shut Your Mouth

### CD 2
1. Why Do You Love Me
2. Bleed Like Me
3. Sex Is Not the Enemy
4. Run Baby Run
5. Tell Me Where It Hurts
6. Witness to Your Love
7. Blood for Poppies
8. Battle in Me
9. Automatic Systematic Habit
10. Big Bright World
11. Control
12. Empty
13. Magnetized
14. Even Though Our Love Is Doomed
15. No Horses (stand-alone single)
16. The Men Who Rule the World
17. No Gods No Masters